# Torula lucifuga
Torula lucifuga är en svampart som beskrevs av Oudem. 1902. Torula lucifuga ingår i släktet Torula, divisionen sporsäcksvampar och riket svampar.   Inga underarter finns listade i Catalogue of Life.